# Malužiná (wieś)
Malužiná (węg. Maluzsina) – wieś (obec) w powiecie Liptowski Mikułasz, w kraju żylińskim, w północnej Słowacji.

## Położenie
Wieś położona jest na północnej stronie Niżnych Tatr, na dnie wąskiej Bocianskiej doliny, która stanowi część umownej granicę między zachodnią (Ďumbierske Tatry) i wschodnią (Kráľovohoľské Tatry) częścią tej grupy górskiej. Przez wieś płynie potok Boca. Od północy wznoszą się nad nią strome, skaliste zbocza grzbietu Skribňovo (1151 m n.p.m.).
Zabudowania wsi ciągną się wąskim pasem wzdłuż potoku, na wysokości od ok. 720 do 750 m n.p.m. Przebiega przez nią droga krajowa nr 72, łącząca przez przełęcz Čertovica północną stronę Niżnych Tatr z południową.

## Historia
Wieś rozwinęła się z osady, powstałej w XVIII w., kiedy w dolinie powstała huta miedzi. Później wyrabiano tu czarny proch strzelniczy, funkcjonowała również huta szkła. Do naszych czasów zachowała się tradycja wyrobu różnych przedmiotów użytku domowego z drewna.
W czasie słowackiego powstania narodowego Malužiná była ważnym miejscem obrony powstańców. Ciężkie boje, jakie trwały tu do końca października 1944 r., przypomina w okolicy szereg pomników i tablic pamiątkowych.
Na terenie wsi znajduje się kilka jaskiń, które nie są dostępne do zwiedzania. Najbardziej znaną z nich jest położona w pobliżu zabudowań, u północnych podnóży grzbietu Skribňovo, Malužinská jaskyňa.

## Obiekty zabytkowe
- Kościół katolicki p.w. Podwyższenia Krzyża Świętego. Murowany z 1816 r., później remontowany. Wnętrze utrzymane w stylu klasycystycznym, główny ołtarz w otoczeniu malowanej, iluzjonistycznej architektury[9].
- Budynek dyrekcji dawnej huty szkła, później kopalni i huty miedzi (słow. komorský úrad, tzw. Kammerhof). Murowany, z końca XVIII w., rozbudowany w stylu klasycystycznym w 1820 r., później remontowany w latach 1870 i 1925[9].
- Budynek dawnego zajazdu; klasycystyczny z początków XIX w.[9]

## Turystyka
Malužiná jest punktem wyjściowym znakowanego kolorem  niebieskim szlaku turystycznego, wiodącego w górę doliny potoków Malužiná, a później Hodruša aż na Sedlo pod Veľkým bokom.

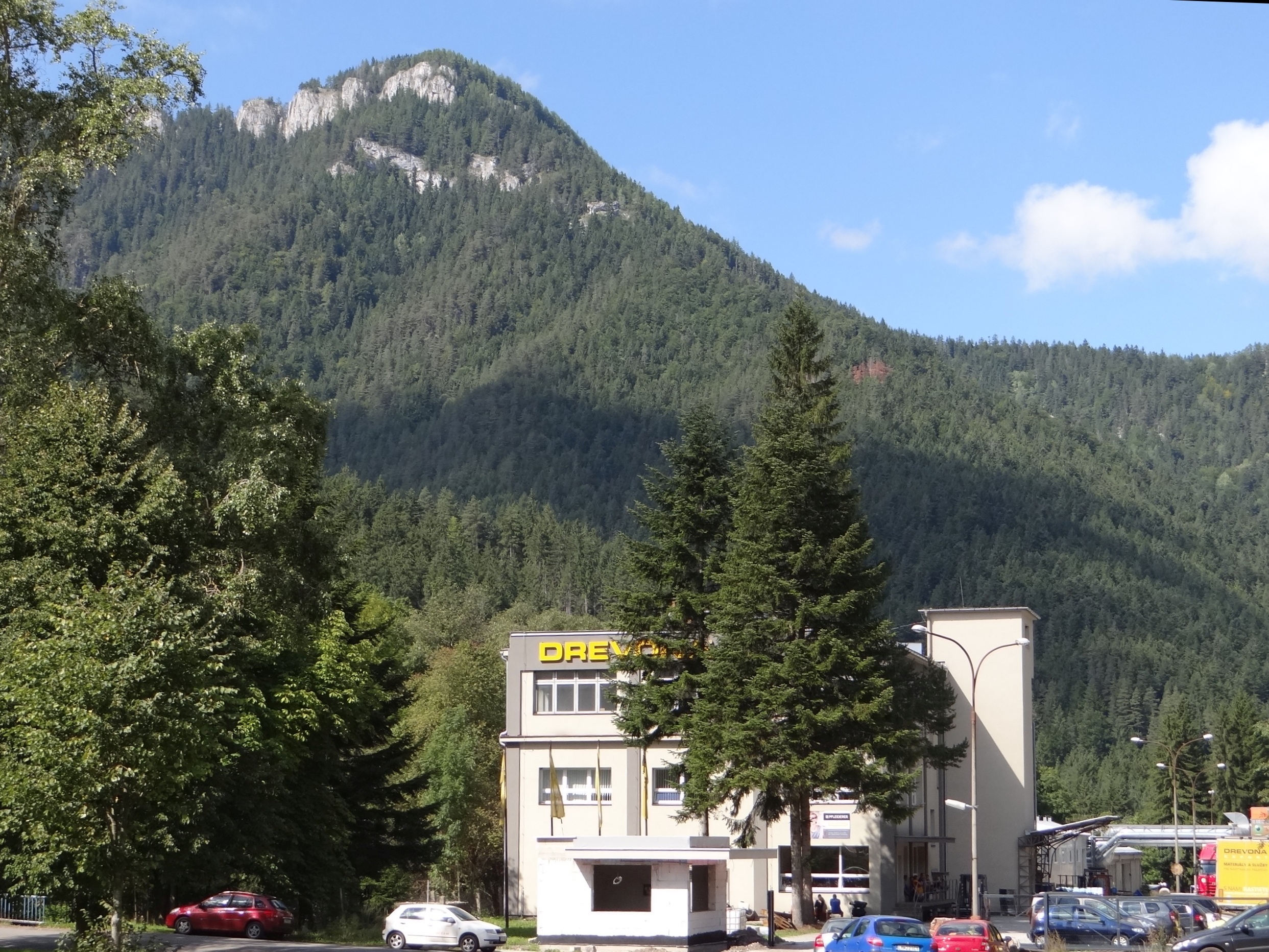
Centrum wsi i szczyt Skribňovo
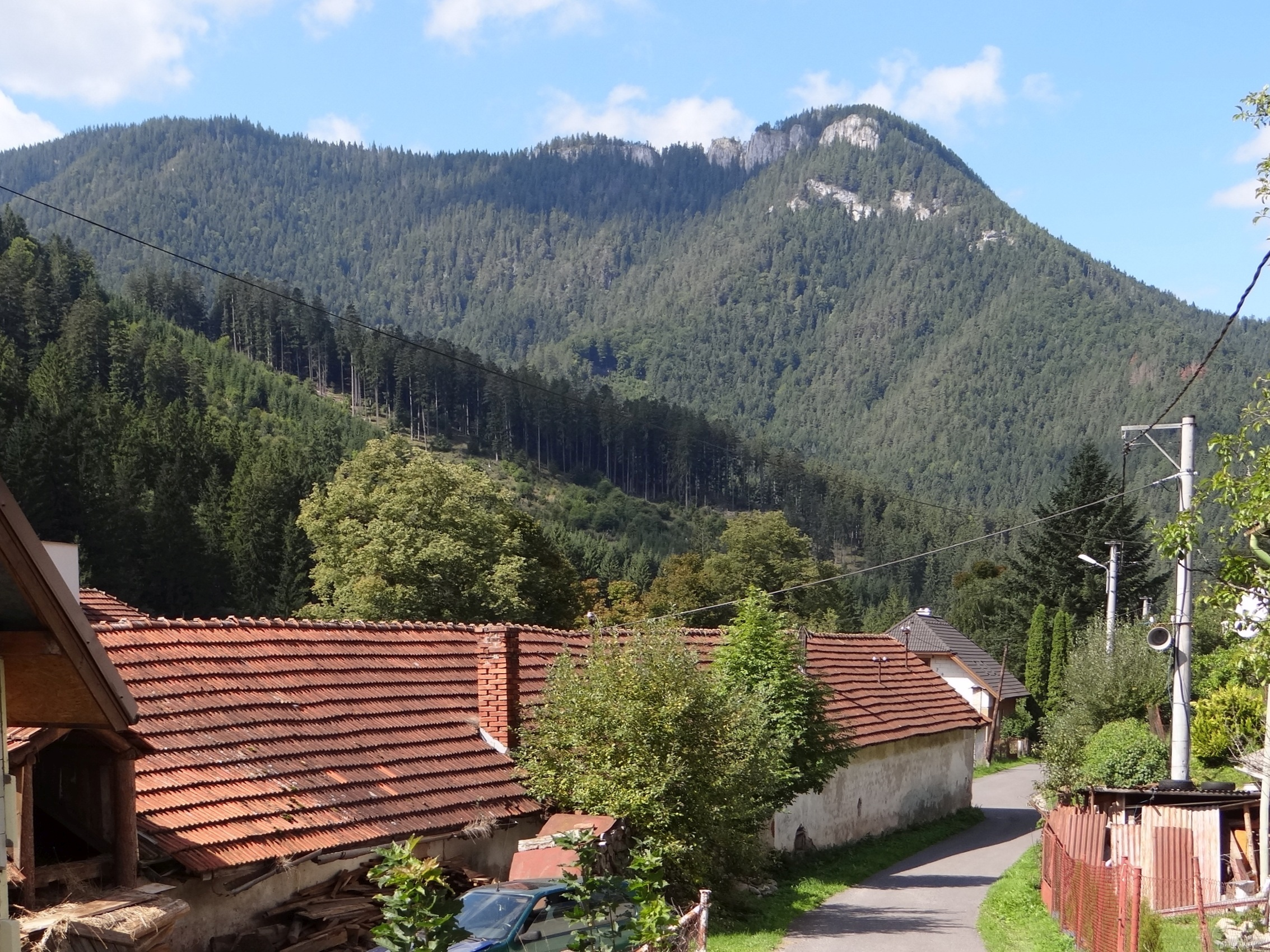
Droga przez wieś
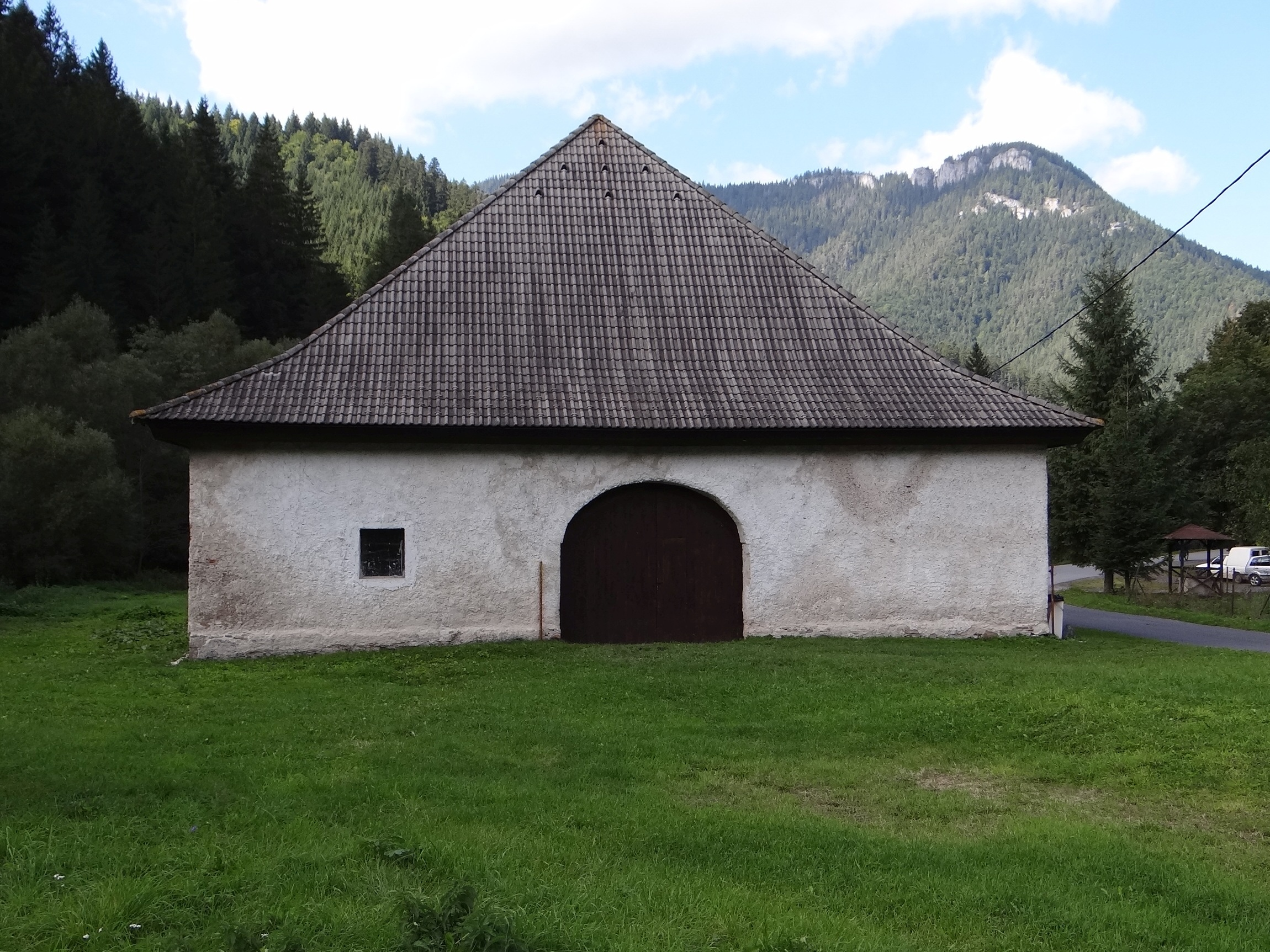
Spichlerz
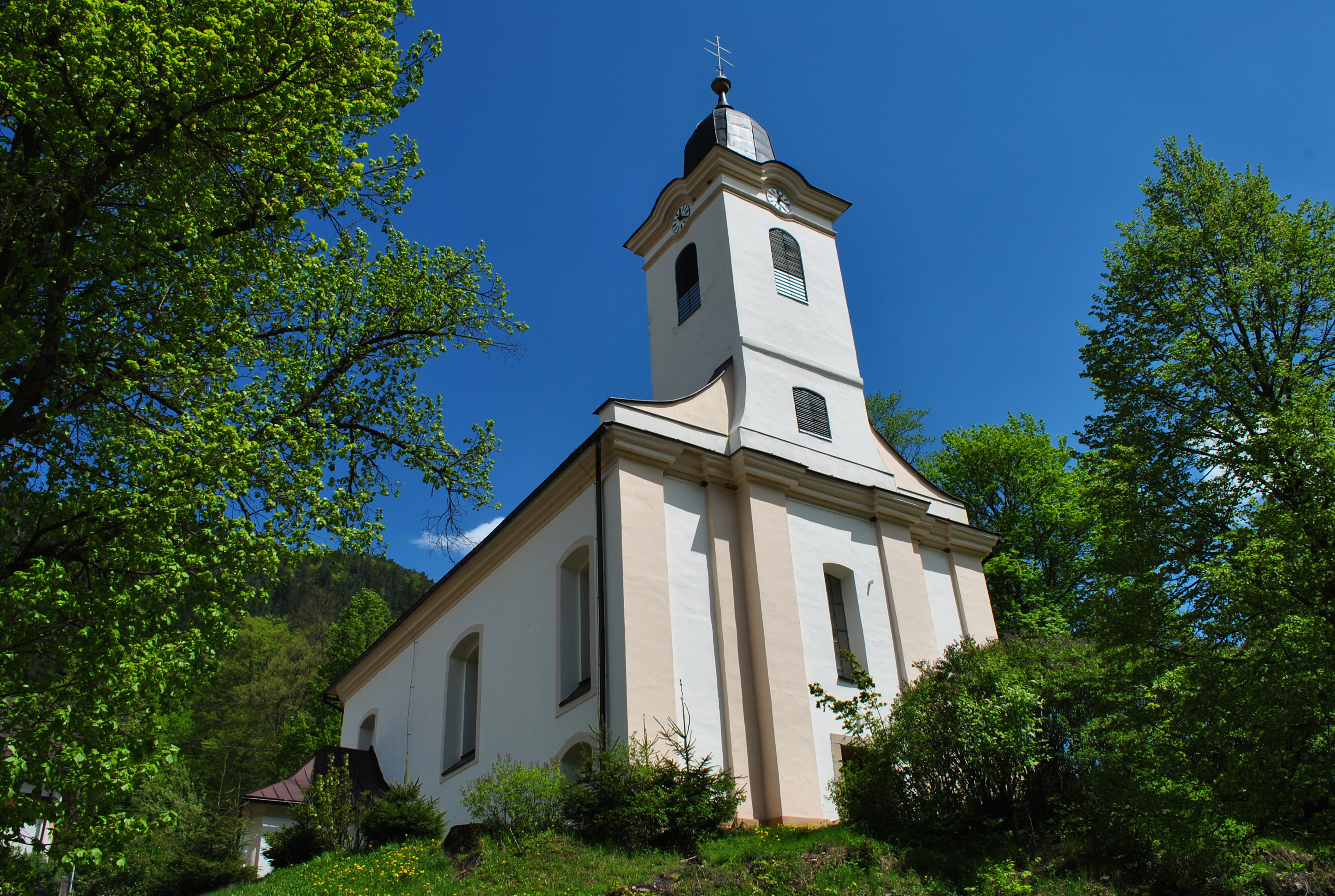
Kościół
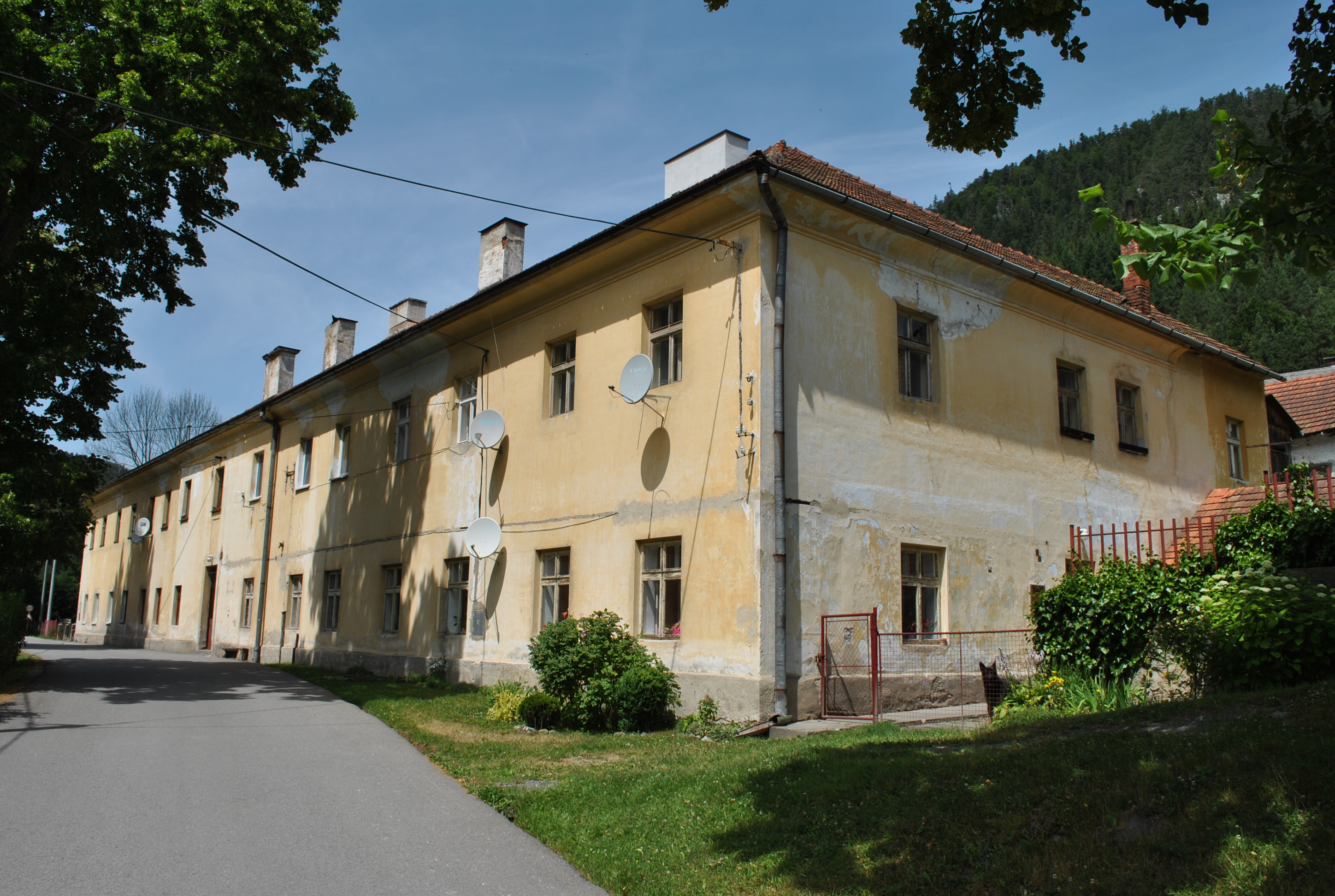
Urząd wiejski (dawny Kammerhof)
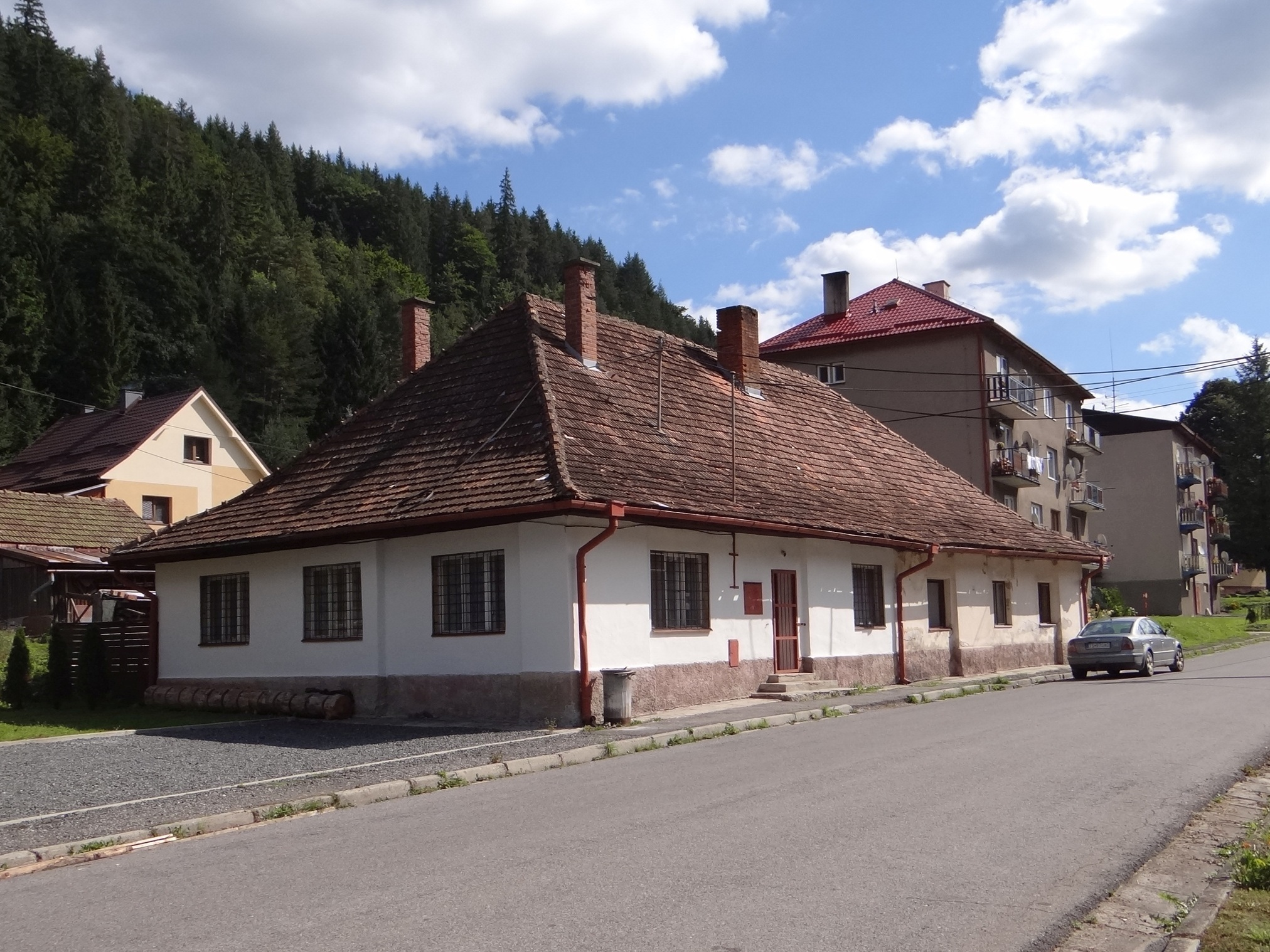